# 2015年夏季世界大學運動會阿富汗代表團
2015年夏季世界大學運動會阿富汗代表團，是阿富汗派出的2015年夏季世界大學運動會代表團，共計3人參賽，未獲得任何獎牌。